# Ененко, Юрий Алексеевич
Юрий Алексеевич Ененко (укр. Єненко Юрій Олексійович; 4 марта 1939 года, Каменный Брод, УССР, СССР — 30 октября 1996 года, Луганск, Украина) — украинский врач, писатель прозаик, общественный и политический деятель.
Кандидат медицинских наук, доцент кафедры урологии и онкологии Луганского государственного медицинского университета.
Автор 52 рационализаторских предложений.
Основатель журнала «Архивы онкологии».
Основатель и первый главный редактор журнала «Бахмутский шлях» (укр. Бахмутський шлях).
Член Национального союза писателей Украины (1996) и Национального союза журналистов Украины.
Неоднократно избирался депутатом в Советы различных уровней.
Заместитель главы администрации Луганской области (1992—1994).

## Биография
Юрий Ененко родился 4 марта 1939 года в Каменном Броде (ныне Каменнобродский район Луганска).
Отец руководил энергетикой Луганского станкостроительного завода.
В Луганский мединститут Юрий поступил лишь с третьего раза, работая между попытками электриком на заводе у отца.
В студенческие годы Юрий Ененко работал лаборантом кафедры патологической анатомии (заведующий, доцент медицинских наук — Валентин Васильевич Нестайко).
В это время заинтересовался биографией земляка — Владимира Даля, увлечение которым прошло через всю его жизнь.
В 1964 году окончил врачебный факультет Луганского медицинского института.
По завершении обучения работал врачом-анестезиологом в Луганском областном онкологическом диспансере.
Уже в 1966 году назначен заведующим анестезиологическим отделением.
В 1971 году перешёл на работу ординатором в торакальное отделение.
С января 1973 по июль 1974 совершенствовал свою квалификацию на базе лаборатории патоморфологии Киевской академии им. академика Яновского НИИ туберкулёза и грудной хирургии.
Отказался от приглашения остаться в столице и вернулся в Луганск.
В 1975 году становится главным врачом Ворошиловградского областного онкологического диспансера и внештатным главным онкологом Ворошиловградской области.
Под его руководством на базе областного диспансера была развёрнута деятельность пяти кафедр Луганского медицинского университета.
В скверике областного онкологического диспансера Ененко выстроил галерею памятников писателям-врачам Владимиру Далю, Стеману Руданському, Антону Чехову.

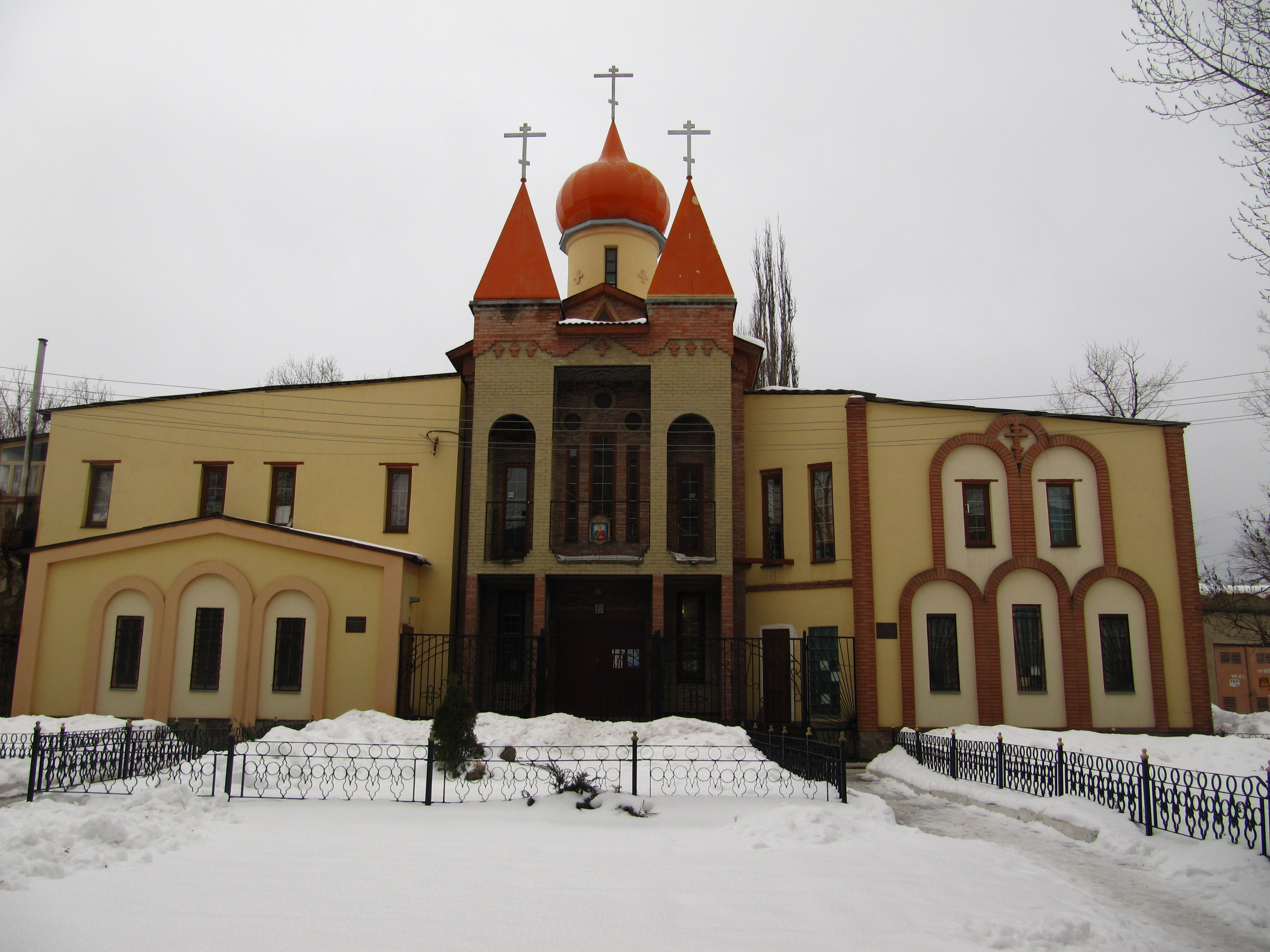
Церковь святого Пантелеймона-целителя, построенная по инициативе Юрия Ененко

В 1991 году, по инициативе Ененко, при Луганском облдиспансере был построен госпитальный храм Пантелеймона-целителя.
В 1992 году Юрия Ененко избрали депутатом Луганского областного совета.
В 1992—1994 годах — заместитель главы администрации Луганской области.
На этом посту заведовал вопросами социальной и гуманитарной политики.
Находясь на административной работе продолжает заниматься врачебной и научной деятельностью.
В эти годы[уточнить] Юрий Ененко подготовил и защитил диссертацию на тему «Реанимационная патология при сердечно-легочном оживлении».
С 1994 года создал и редактировал альманах Луганской областной организации союза писателей Украины «Бахмутський шлях» (укр. Бахмутський шлях).
Юрий Алексеевич Ененко умер в стенах родного диспансера от распространённого онкологического заболевания 30 октября 1996 года.

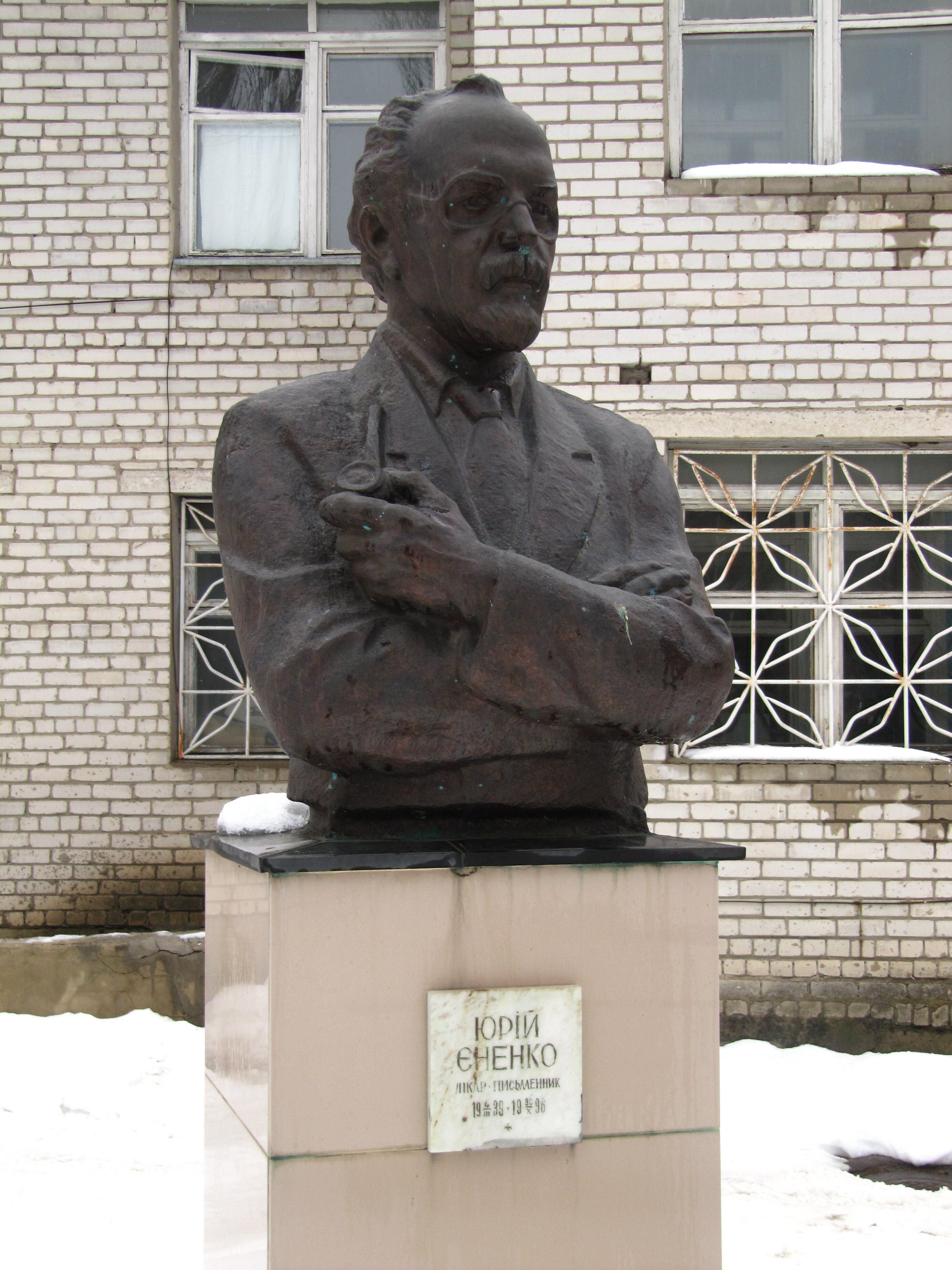
Бюст Юрия Алексеевича Ененко на территории Луганского онкодиспансера

## Личная жизнь
Жена — Тамара Семёновна Ененко.
Дочь — Елена так же стала врачом, возглавляла хоспис на базе Луганского областного онкологического диспансера.

## Награды
Юрий Алексеевич Ененко награждён орденом «Знак Почёта».

## Память
На территории Луганского онкологического диспансера установлен бюст Юрия Алексеевича Ененко.
В клинике создана комната-музей Юрия Ененко.
В Луганске действует областной благотворительный фонд имени Юрия Ененко, который ежегодно проводит конкурс в честь памяти врача Ененко под названием «Боритесь и поборете», где главной идеей стало желание помочь людям духовно.

## Публикации
Юрий Алексеевич Ененко — автор более чем ста публикаций по вопросам теоретической и практической медицины, включающих несколько монографий и учебное пособие.
- Ененко Ю. А. Питание в онкологии. — Луганск: Світлиця, 1995. — 61 с.

Особо выделяются прозаические работы Ененко о родном крае:
- Єненко Ю. Слово про козака Луганського. — Луганськ: Редакційно-видавничий відділ облуправління по пресі, 1994. — С. 64.
- Єненко Ю. Промінь добра: Нарис-есе. — Луганськ: Редакційно-видавничий відділ облуправління по пресі, 1994. — 64 с.
- Єненко Ю. Дума про Чєхова. — Луганськ: Світлиця, 1996. — 125 с.

Кроме книг Енченко публикует ряд статей о врачах-писателях — Чехове, Гаршине, Дале, Гринченко.